# دهستان یورتچی غربی
دهستان یورتچی غربی نام دهستانی در بخش شهرستان نیر، استان اردبیل در ایران است. براساس سرشماری مرکز آمار ایران در سال ۱۳۸۵، جمعیت آن ۳۸۸۲ نفر (۹۱۴ خانوار) بوده‌است.در مجموع بیست روستابه مرکزیت روستای قره شیران